# Municipio de Marion (condado de Berks)
El municipio de Marion (en inglés: Marion Township) es un municipio ubicado en el condado de Berks en el estado estadounidense de Pensilvania. En el año 2000 tenía una población de 1.573 habitantes y una densidad poblacional de 39.6 personas por km².

## Geografía
El municipio de Marion se encuentra ubicado en las coordenadas 40°23′00″N 76°15′29″O / 40.38333, -76.25806.

## Demografía
Según la Oficina del Censo en 2000 los ingresos medios por hogar en la localidad eran de $47,396 y los ingresos medios por familia eran $52,167. Los hombres tenían unos ingresos medios de $35,517 frente a los $22,179 para las mujeres. La renta per cápita para la localidad era de $19,373. Alrededor del 3,3% de la población estaba por debajo del umbral de pobreza.